# Orfeo ed Euridice

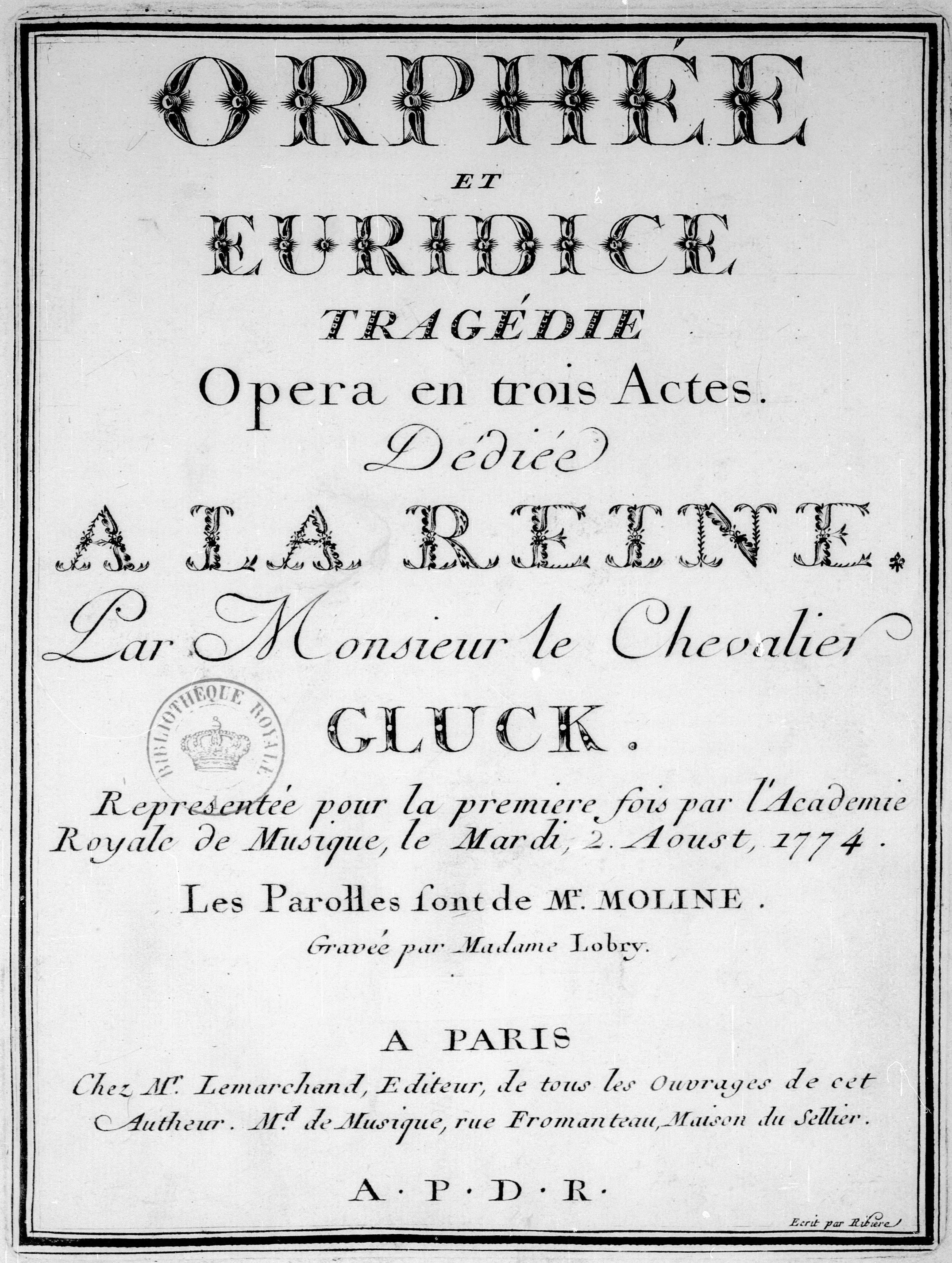

Orfeo ed Euridice (tiếng Việt: Orpheus và Eurydice) là vở opera 3 màn của nhà soạn nhạc người Đức Christoph Willibald Gluck. Người viết lời cho vở opera này là Calzabigi. Để viết được lời, Calzabigi đã dựa vào cốt truyện của một câu chuyện thần thoại. Vở opera này được trình diễn lần đầu tiên tại thành phố Viên, Áo vào năm 1762.